# Ajax (Kanada)
Ajax – miejscowość (ang. town) w Kanadzie, w prowincji Ontario, w regionie Durham.